# オリオン座イプシロン星
オリオン座ε星は、オリオン座の恒星で2等星。三つ星（オリオンの帯）の中央に位置する。

## 特徴
B型スペクトルの超巨星で、はくちょう座α型変光星であり、1.68等星～1.71等星の範囲を変光する。ただし変光範囲が小さいので眼視観測では光度変化はわからない。2,000km/sを超える強烈な恒星風により、1年間に太陽質量の約200万分の1の質量を失っている。
地球から遠いので、年周視差の誤差が大きい。1997年にヒッパルコス衛星による観測結果として、距離：約412パーセクが提示されていたが、2007年には約606パーセクという値が再提示された。
再提示された値を基にして、半径は太陽の64.5倍、質量は太陽の42.0倍、光度は太陽の832,000倍という推定値が得られており、絶対等級はリゲルより明るい。ただし、地球からはリゲルより遠方にあるので視等級はリゲルより劣る。

## 名称
学名はε Orionis（略称はε Ori）。固有名アルニラム (Alnilam) の由来は、アラビア語で「（真珠の）連なり、（ひもを通して）数珠つなぎにしたもの」という意味のアン＝ニザーム（ النظام al-Niẓām）ないしアン＝ナズム（ النَظم al-Naẓm）と呼ばれていたものを語源としている。アブドゥッラフマーン・スーフィーの『星座の書』で、オリオン座δ星、ζ星、ε星の三ツ星が نَظم الجوزاء Naẓm al-Jawzā' すなわち「ジャウザーの真珠の首飾り」などと呼ばれていると説明されているように、元々三つの星の総称だった。2016年7月20日、国際天文学連合の恒星の固有名に関するワーキンググループは、Alnilam をオリオン座ε星の固有名として正式に承認した。